# ヘンドリク・ティマー
ヘンドリク・ティマー（Hendrik Timmer, 1904年2月8日 - 1998年11月13日）は、オランダ・ユトレヒト出身の男子テニス選手。当地から登場した最初の本格的な男子テニス選手として活動し、1924年のパリ五輪でコルネリア・ボウマンと組んで混合ダブルスの銅メダルを獲得した。ティマーはウィンブルドン選手権でも、1927年と1929年の2度ベスト8進出がある。男子テニス国別対抗戦・デビスカップでも長く活躍し、1920年代におけるオランダの国民的英雄であった。オランダでは Henk Timmer （ヘンク・ティマー）と呼ばれることが多い。

## 来歴
オランダのデビスカップ初参加は1920年であったが、ヘンドリク・ティマーは1923年からデ杯代表選手になった。翌1924年、ティマーはパリ五輪の混合ダブルス部門でコルネリア・ボウマン（1903年 - 1998年）とペアを組んで銅メダルを獲得した。男子部門の競技では、ティマーは男子シングルス3回戦・男子ダブルス1回戦敗退に終わり、単複とも日本の福田雅之助に敗れた。（シングルス3回戦のスコア：6-8, 4-6, 7-5, 4-6）1925年、デ杯オランダ・チームは「ヨーロッパ・ゾーン」の決勝に初進出したが、当時フランスの「四銃士」と呼ばれた名選手たち、ジャン・ボロトラ、ルネ・ラコステ、ジャック・ブルニョンに歯が立たなかった。ティマーは1936年までデ杯代表選手として活動を続け、通算で「43勝22敗」（シングルス32勝15敗、ダブルス11勝7敗）の成績を残した。通算勝利数（43勝22敗）とシングルス勝利数（32勝15敗）は、今なおオランダ・チームの歴代1位記録として残っている。
ヘンドリク・ティマーはオランダの国民的英雄として、ウィンブルドン選手権で1927年と1929年の2度ベスト8進出を成し遂げた。1927年の準々決勝ではジャン・ボロトラ、1929年はアンリ・コシェに敗れ、ともにフランス「四銃士」の強豪選手に敗れている。全仏選手権では1927年と1929年の4回戦進出が最高で、この大会ではベスト8に勝ち残れなかった。1927年全仏選手権 (テニス)は、コルネリア・ボウマンがオランダ人選手として最初の4大大会シングルス優勝者になった大会である。
ティマーは多才なスポーツ選手として、テニスのみならずゴルフやスカッシュ、ホッケーなどのスポーツにも挑戦した。1996年ウィンブルドンでクライチェクがオランダ人男子選手として最初の4大大会優勝者になった時、92歳のティマーはこの偉業に大喜びしていたという。それから2年後、“ヘンク・ティマー”ことヘンドリク・ティマーは、1998年11月13日に94歳で長逝した。その4日後の11月17日に1924年パリ五輪混合ダブルスのパートナーだったコルネリア・ボウマンもこの世を去っている。
ティマーの死後、彼の遺志を継いで「ヘンク・ティマー・サーキット」というテニスツアーが2000年にオランダ国内で設立された。